# Demonax walkeri
Demonax walkeri är en skalbaggsart som först beskrevs av Francis Polkinghorne Pascoe 1859.  Demonax walkeri ingår i släktet Demonax och familjen långhorningar.
Artens utbredningsområde är Sri Lanka. Inga underarter finns listade i Catalogue of Life.